# Dimensione della paura
Dimensione della paura (Return from the Ashes) è un film del 1965 di produzione britannica diretto da J. Lee Thompson.
Il film è basato su un libro The Return from the Ashes di Hubert Monteilhet, su cui è basato anche il film del 2014 Il segreto del suo volto (Phoenix) diretto da Christian Petzold.
Durante l'occupazione tedesca di Parigi un giocatore di professione sposa una donna ebrea, che viene subito mandata in campo di concentramento. A guerra finita, la donna ritorna ma il marito non la riconosce e le propone addirittura di aiutarlo ad impossessarsi del patrimonio della sua ex moglie, che egli crede morta. Quando capisce che lei non è una sosia, ma proprio la sua ex consorte, tenta di ucciderla, ma qualcosa interviene all'ultimo momento a rovesciare l

## Trama
Sopravvissuta al campo di concentramento Michelle torna a Parigi con il volto cambiato, ha infatti subito diverse operazioni al volto a causa di una grave ferita. 
A Parigi anni prima aveva incontrato Stanislaus, un giovane ambizioso che l'aveva sposata più per interesse che per amore.
Quando i due si incontrano casualmente l'uomo che nota una somiglianza con la moglie che crede morta. Michelle viene quindi a scoprire che Fabienne, figlia del primo marito, è diventata l'amante dell'uomo e che i due cercano da tempo di mettere le mani sul suo patrimonio. Fintanto che la morte era solo presunta la cosa era ovviamente impossibile ma adesso con lei che si farà passare per la scomparsa le cose dovrebbero essere più facili.
Fabienne che mal sopporta la presenza di Michelle propone a Stanislaus di ucciderla ma l'uomo prima uccide la ragazza poi tenta di fare la stessa cosa con Michelle ma la donna si salva e l'uomo arrestato.